# Turowice (województwo świętokrzyskie)
Turowice – wieś w Polsce położona w województwie świętokrzyskim, w powiecie koneckim, w gminie Fałków.
W latach 1975–1998 miejscowość położona była w województwie piotrkowskim.
W 2011 roku miejscowość liczyła 202 mieszkańców.
Wierni Kościoła rzymskokatolickiego należą do parafii Świętej Trójcy w Fałkowie.